# Dracurella
Dracurella est une série de bande dessinée fantastique de l'Espagnol Julio Ribera publiée à partir de 1973 dans le périodique de bande dessinée Pilote. Trois albums en ont été publiés entre 1976 et 1987 et plusieurs histoires restent inédites.

## Publications

### Périodiques
Sauf précisions, les histoires de Dracurella publiées dans Pilote sont longues de huit pages.
- « Dracurella », dans Nouveau Pilote n°734, 29 novembre 1973.
- « La Fille de son maître », dans Nouveau Pilote n°753, 11 avril 1974.
- « Les Fiançailles de Dracurella », dans Pilote mensuel n°13 bis (Spécial science-fiction), juin 1975.
- « Dracurella et le Dragon », dans Pilote mensuel n°21 bis (Spécial science-fiction), février 1976.
- « Papa super-star » (10 pages), dans Pilote mensuel n°28 bis (Spécial science-fiction), septembre 1976.
- « La Romance avortée », dans Pilote mensuel n°37, 24 mai 1977.
- « Pour une alimentation diététique » (16 pages), dans Pilote mensuel n°49 bis (Spécial fantastique), juin 1978.
- « Dracurella et les Mages », dans Pilote mensuel n°56 bis (Spécial fantastique), janvier 1979.
- « Cours du soir » (13 pages), dans Pilote mensuel n°59 bis (Fantastique - science-fiction), avril 1979.
- « Oncle Nosfi », dans Pilote mensuel n°65 bis (Fantastique - science-fiction), octobre 1979.
- « La Dent du vampire », dans Pilote n°78 bis (Spécial S.F. Fantastique), novembre 1980.
- « King grill » (9 pages), dans Pilote n°89 bis (Spécial S.F. Fantastique), octobre 1981.
- « La Belle Endormie » (7 pages), dans Pilote n°96 bis (Spécial S.F. Fantastique), mai 1982.

### Albums
- Dracurella :

1. Dracurella, Dargaud, 1976.
2. Le Fils de Dracurella, Dargaud, 1979.
3. L'Oncle de Dracurella, MC Productions, 1987.
4. Dracurella en famille (année de publication inconnue).
5. Dracurella et Tenroc (en projet).

Le 4e tome (où Dracurella, fille adoptive du comte Dracula, recherche sa famille biologique) est paru uniquement en édition numérique consultable en ligne,.
Un 5e tome intitulé "Dracurella et Tenroc" est toujours inédit.

### Collection
- Dracurella. L'Intégrale, JD, 2009. Reprend les trois albums publiés.